# Bergyanszki kereskedelmi tengeri kikötő
A Bergyanszki kereskedelmi tengeri kikötő (ukránul: Бердянський морський торговельний порт, magyar átírásban: Bergyanszkij morszkij torhovelnij port), vagy egyszerűen bergyanszki kikötő teherforgalmi tengeri kikötő Ukrajna Zaporizzsjai területén, az Azovi-tenger partján, a Bergyanszki-öbölben fekvő Bergyanszkban. A kikötő állami tulajdonban van, a tulajdonosi jogokat az Ukrán Infrastrukturális Minisztérium gyakorolja, felügyeleti szerve az Ukrán Tengeri Kikötői Hatóság bergyanszki igazgatósága. A kikötő üzemeltetője 2018-tól az Ascet Shipping cég volt. A kikötőhöz az amúgy sekély vízű Bergyanszki-öbölben mélyített hajóút vezet. Ukrajna első 10 legnagyobb forgalmú kikötője közé tartozik, éves teherforgalma átlagosan az utóbbi években 2 millió tonna körüli volt. A Bergyanszki kikötőben található az Ukrán Haditengerészet 2018-ban megnyitott Azovi Haditengerészeti Bázisa. 2022. február 26-tól a kikötő orosz katonai megszállás alatt áll.

## Története
A kikötő építését  1824-ben rendelte el Mihail Voroncov, Novorosszija akkori főkormányzója a Bergyanszki-földnyelvnél, főként a dél-ukrajnai mezőgazdasági termékek, például a gabona tengeri szállítása céljából. A kikötő építése 1830. július 1-jén fejeződött be, majd 1935-ben nyitották meg. 1836-ban kötött ki ott az első hajó. A forgalma gyorsan nőtt, néhány év múlva már évi száz hajó fordult meg ott.
1924-ben építették meg a vasúti kapcsolatot a kikötőhöz. A második világháború alatt, 1941. október 7-től 1943. szeptember 17-ig Bergyanszk német megszállás alatt volt. Ebben az időben a kikötő elpusztult, majd a háború után újjáépítették.
2008-ban szervezetileg a henyicseszki kikötőt is a bergyanszki kikötőhöz csatolták. 
2016 júniusától a kikötő üzemeltetője az Ascet Shipping cég volt, amely 2007-től végez szállítmányozási, hajóügynöki és közúti fuvarozói tevékenységet Bergyanszkban. 2018-ban jelentette be az Ukrán Infrastrukturális Minisztérium a bergyanszki kikötő fejlesztési tervét. Ebben állami forrásokból és magánbefektetők bevonásával a kikötőhelyek egy részének modernizálását, további két kikötőhely építését, valamint a gabonaterminál rekonstrukcióját tervezték. 2021-ben a kikötő privatizálásának tervéről jelentek meg hírek, a kikötőt az üzemeltető Ascet Shipping tervezte megvenni.
2018 májusában átadták a Kercsi-szoros felett átívelő, Oroszországot a Krímmel összekötő Krími hidat. Ezt követően az orosz határőrség egyre gyakrabban tartóztatott fel ellenőrzésre hivatkozva ott áthaladó ukrán teherhajókat, gyakran többnapos várakozásra kényszerítve azokat. Emiatt a bergyanszki kikötő és a mariupoli kikötőt is jelentős anyagi károk érték.
Az Ukrajna elleni 2022-es orosz invázió során a kikötőt február 26-án foglalták el az orosz csapatok. 2022. március közepétől a dél-ukrajnai területen tevékenykedő orosz csapatok utánpótlás céljából mint logisztikai bázist használatba vette az Orosz Haditengerészet. Március 21-én érkeztek a kikötőbe nagy teherbírású orosz deszanthajók hadianyaggal. Március 24-én ukrán rakétatámadás érte a kikötőt, ekkor kigyulladt, majd megsemmisült az ott horgonyzó, lőszert és hadianyagot szállító Szaratov partraszállító hajó, további két deszanthajó, a Cezar Kunyikov és a Novocserkasszk megsérült. A kikötőt 2023 tavaszától egyre gyakrabban érték ukrán támadások. Emiatt a kikötő használhatatlanná vált A kikötőt előtte az oroszok lopott ukrán gabona behajózására is használták.

## Jellemzői
A kikötő teljes területe 25 hektár. 10 kikötőhellyel rendelkezik, ezek teljes hossza 1740 m.  A horgonyzóhelyeken a vízmélység 7,9 m, ezekhez mélyített hajózó csatorna vezet. A kikötő 32 portáldaruval rendelkezik, amelyek teherbírása 5 és 40 tonna közötti. A kikötő 13,9 ezer m²-nyi fedett, valamint 82,1 ezer m²-es szabadtéri raktárterülettel rendelkezik. A kikötőnek saját, kb. 20 darabból álló hajóflottája is van, benne vontatóhajókkal, révkalauz hajókkal és egyéb kiszolgáló hajókkal. A hajózóutat utoljára 2017-ben mélyítették, akkor 7,7 m-es járható merülést alakítottak ki. 
A kikötő alkalmas fémtermékek, konténerek, berendezések, valamint ömlesztett áru (érc, szén, vegyianyagok, építőanyagok, koksz), mezőgazdasági ömlesztett áru (gabona, liszt), folyékony ömlesztett áru (étolaj, könnyűolaj-termékek) kezelésére és átrakodására.
2022-ben a kikötő teherforgalma 2257,5 ezer tonna volt. Ennek 77,2%-a export-, 19,8%-a tranzit-, 2,7%-a importárú volt. 2018-ban az áruforgalom 1811,99 ezer tonna, 2019-ben a rendelkezésre álló 11 havi adat szerint 1831,5 ezer tonna volt.

## Galéria
- A kikötő látképe a Liszki strandról
- A kikötő látképe Bergyanszk magasparti részéről. Az előtérben Bergyanszk Liszki városrésze látható
- Kikötői portáldaruk
- Sirályokat etető férfi az Azovi-tenger partján, háttérben a bergyanszki kikötő
- Az égő Szaratov partraszállító hajó a bergyanszki kikötőben 2022 márciusában

## Lásd még
- Támadás a bergyanszki kikötő ellen